# Грабић на Кестенском путу
Грабић на Кестенском путу је локалитет у режиму заштите I степена, површине 10,27ha, у северном делу НП Фрушка гора.
Налзи се у ГЈ 3805 Беочин манастир-Катанске ливаде-Осовље, одељење 62, одсеци „г” и „х”. Локалитет је термофилни шумски екосистем, заједница храстова са грабићем (Carpino orientalis-Quercetum B. Jov 1960) на југоисточним експозицијама северних падина Фрушке горе.